# Eilean Trodday
Eilean Trodday (schottisch-gälisch: Tròndaigh, aus dem Altnorwegischen, deutsch: „Thronds Kap“), auch Trodday genannt, ist eine unbewohnte Insel im Norden der Inneren Hebriden in Schottland. Sie befindet sich 1,6 km nördlich vom Kap Rubha na h-Aiseig auf der Halbinsel Trotternish auf Skye und weist eine Fläche von 38 Hektar auf.
Die höchste Erhebung Troddays mit 45 Metern liegt im Norden der Insel. Dieser Punkt ist Standort des Leuchtturms Eilean Trodday Light, der 1908 von Charles Alexander Stevenson errichtet wurde.
Am 1. Juni 2006 strandete der Trawler Brothers BF 138 auf Trodday. Dabei starben zwei Besatzungsmitglieder.